# 朱之弼
朱之弼（1621年—1687年），字右君，順天府大興縣（今屬北京市）人。清初政治人物。

## 生平
順治二年（1645年）乙酉科順天鄉試五十名舉人，順治三年（1646年）聯捷進士，授禮科給事中，轉工科都給事中。累遷侍郎、都察院左都御史。康熙五年起歷任工部、刑部、兵部尚書等職。康熙二十二年，之弼舉薦道員王垓擔任湖北按察使，不合康熙帝之意，以“所舉非材”被降三級調用。不久卒。《清史稿》有傳。

## 家族
弟朱之佐，順治十四年進士，選庶吉士，歷官侍讀學士。

## 延伸阅读
[在维基数据编辑]
 《清史稿·卷263》，出自趙爾巽《清史稿》

## 外部連結
- 朱之弼 （页面存档备份，存于）